# Gestión de configuración de software
Gestión de Configuración de Software (Software Configuration Management, SCM) es una especialización de la gestión de configuración a todas las actividades en el sector del desarrollo de software.
SCM trata y controla:
- La elaboración de código fuente por varios desarrolladores simultáneamente.
- El seguimiento del estado de las fases del desarrollo de software (versiones) y sus cambios (control de versiones).
- La conducción de la integración de las partes del software en un solo producto de software.

Para la realización de la SCM hay diferentes herramientas. Pero herramientas que pretenden ofrecer una solución total al problema, a menudo no cumplen con los requisitos técnicos como:
- Apoyo a diferentes plataformas.
- Iniciar el proceso de build.
- Conexión a los bancos de datos existentes.
- Integración a la organización existente.

Por esa razón ofrece una mayor flexibilidad una solución que integre herramientas parciales que sean más fáciles de integrar en el proceso existente.
Por ejemplo:
- Uso de un software de administración de versiones como IBM Rational Team Concert, CVS, Subversion, SourceSafe, ClearCase, Darcs, Plastic SCM.
- Introducción de una herramienta para la documentación comunitaria con una administración de cambios, acceso interactivo y foro o alguna plataforma para la comunicación.
- Determinar un entorno para el build automático.

## Sistemas de SCM
Algunos ejemplos de sistemas de gestión de la configuración:
- AccuRev
- Rational ClearCase
- Fossil
- Git
- Harvest (CA)
- Perforce
- Plastic SCM
- Rational Synergy (Telelogic Synergy/CM)
- Sablime
- SET-LIBER
- Smart Bear
- SpectrumSCM
- Surround SCM
- Subversion
- Trac
- Visual Source Safe
- Microsoft Team Foundation Server 2010[1]
- Microsoft Visual Studio 2010 ALM[2]